# .320 Revolver
O .320 Revolver, também conhecido como .320 Europeu ou .320 Bulldog, esse cartucho foi projetado para o Webley Bull Dog na década de 1870 e revólveres similares feitos na Bélgica que se seguiram. Ele foi fabricado até a década de 1920, e foi fabricado pela Fiocchi por um curto período em 2015.
No Brasil, tanto a arma quanto o cartucho foram fabricados (pistolas de cano duplo lado a lado) foram fabricados até a década de 1960. Amadeo Rossi fabricou o seu Modelo 8 "Garrucha" em .320 entre 1950 e 1962.
O .32 Short Colt foi baseado no .320 mas tinha uma borda na base de tamanho diferente. Em algumas armas, o .32 Short Colt cabia e era totalmente funcional.